# Irénée d'Eu
Irénée d’Eu est un moine du tiers ordre de Saint-François, auteur de nombreux ouvrages d’édification.

## Biographie
Il est né en 1596 ou 1597, fils de Richard Mithon, ancien bailli du comté d’Eu. Il entre en octobre 1617 chez les religieux pénitents de l’ordre de Saint-François, sous le nom d’Irénée d’Eu, dans leur maison de Picpus, et fait profession peu après, le 6 novembre 1618.
Il occupe des responsabilités croissantes au sein de son ordre : gardien à la maison de L'Aigle durant 6 ans, puis à Paris au couvent de Picpus, en 1638-1639, enfin à Paris au couvent de Notre-Dame de Nazareth, en 1641-1646 puis 1653. Il est aussi définiteur général de 1641 à 1642, commissaire général aux chapitres de 1646, et provincial de la province de Saint-Yves (qui couvre Paris et la Normandie) en 1647-1648.
Une des spécificités de la carrière d’Irénée d’Eu a été d’avoir été durant vingt-cinq ans le confesseur du chancelier Pierre Séguier, depuis environ 1634 jusqu’à sa mort. Celui-ci avait financé la fondation du couvent parisien de Nazareth, pour le bâtir et le meubler (faisant de ce lieu, ainsi, « son » monastère, où son corps sera déposé à sa mort). Toute sa vie il soutint les tertiaires réguliers de la province de Saint-Yves ; en témoigne une correspondance entre Irénée d’Eu et le chancelier. Séguier intervient dans les affaires de l’ordre, défendant à l'occasion le couvent de Notre-Dame de Nazareth contre les entreprises de celui de Picpus. Ceci explique les dédicaces d’Irénée à Séguier ou à sa famille.
Irénée d’Eu est mort à Paris le 24 avril 1659 dans le monastère de Notre-Dame de Nazareth, à 63 ans, après une longue maladie. De Vernon dit qu’il avait un « visage majestueux, & un agrément extérieur, qui lui donnait une facile et pleine entrée dans les plus grandes maisons ; il a acquis de la réputation partout, & s’est concilié beaucoup d’estime ».

## Œuvres

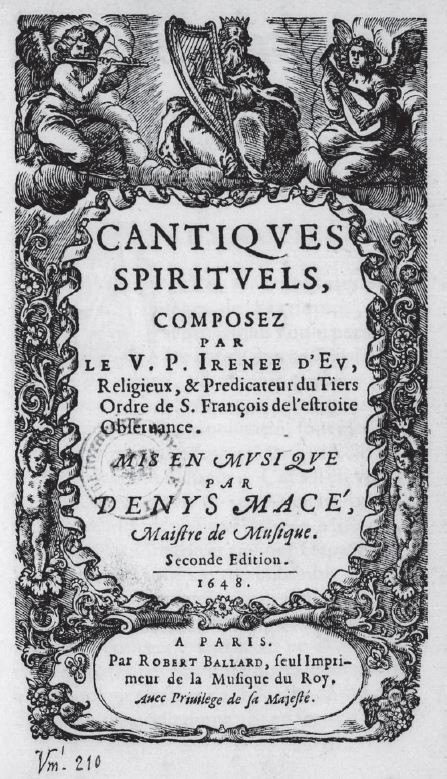
Cantiques spirituels de Denis Macé et Irénée d'Eu (Paris : Robert III Ballard, 1648).

- Cantiques spirituels composés par le V.P. Irénée d'Eu, Religieux, & Predicateur du Tiers Ordre de S. François de l'estroite Observance, mis en musique par Denis Macé, maistre de musique [2 v.] - Paris : Pierre I Ballard, 1639. 1 vol. in-8°. RISM M 17, Guillo 2003 no 1639-D. Unique exemplaire à Paris BNF (Mus.) : Rés Vm1 203. Numérisé sur Gallica.

Le recueil contient 25 cantiques à deux voix. Dédicace à Charlotte Séguier, seconde fille du chancelier Pierre Séguier. Permission et approbation de F. Oronce de Honnefleur, ministre provincial du troisième ordre de Saint-François de l'étroite observance (Paris, 1638).
Ces cantiques constituent un mise en musique de l'œuvre du P. Irénée d'Eu intitulée Du vray chemin du ciel pour ceux qui vivent dans le monde, qui est une partie des Œuvres spirituelles et morales de 1651-1659. Ils sont là dédiés à Charlotte Séguier, duchesse de Sully.
À la différence de beaucoup d’auteurs de cantiques, dont les textes ont été adaptés à des mélodies profanes existantes (constituant ainsi des « parodies spirituelles », Irénée d’Eu a insisté pour que les siens fassent l’objet de mélodies originales. Pour lui, même chantée avec des paroles spirituelles, la musique rappelait toujours son origine profane et la vanité (voire le danger) qui y est attachée.
Ouvrage réédité en 1648 par Robert III Ballard (Guillo 2003 n° 1648-E), numérisé sur Gallica.
- Rayons du soleil de justice au Sainct Sacrement. Paris : G. Josse, 1643. in-8°. Avignon BM, Valognes BM.
- La Solitude des dix jours, par le R. P. Iréée d’Eu. - Paris : G. Josse, 1648. in-12°, 320 p. Paris BNF.
- Petit bouquet de fleurs célestes pour l’ornement d’une belle âme [en vers], par Irénée d’Eu. - Paris, 1649. In-16°. Paris BNF.
- Pium quotidianae devotionis exercitium, ad usum confraternitis S. Mariae de Nazareth Parisiis insituta, auctore R. P. F. Irenaeo Augensis. - Paris : Pierre Rocolet, 1649. in-16°, 144 p. Paris BNF.
- La Couronne de Notre-Dame de Nazareth par le P. Irénée d'Eu. - Paris : Georges Josse, 1650. in-12°. Paris BNF.
- Les Oeuvres spirituelles et morales, par le P. Irénée d'Eu. - Paris : G. Josse, 1651-1659. in-fol. Recueil d’œuvres dédiées au chancelier Séguier et à des membres de sa famille. Bernay BM, Le Havre BM, Paris BSG (seul exemplaire complet).
- Office de la Nativité de N. Seigneur Jésus-Christ ; suivant l'usage du diocèse de Paris. Avec un exercice pour se bien disposer à la confession et saincte communion. Par le R. P. Irénée d'Eu... - Paris : P. Charpentier, 1653. in-8°, 176 p. Paris BSG.

Dédicace au chancelier Séguier.
Réédition : Paris : Sébastien Huré, 1660. in-8°. Paris BNF.
- Nouveau livre d'Eglise à l'usage de Rome pour la commodité universelle des laïques. Dernière édition... Revu et corrigé par le R. P. C. de La Haye,... et M. J. Blondel,... Avec un Exercice du chrestien... composé par le R. P. Irénée... - Paris : Compagnie associée aux livres d'Église, 1678. in-12 gravé sur cuivre. Paris BNF.

Il existe une réédition en 1688 par le même éditeur, de même en 1719 et 1744, toutes à Paris BNF.